# بير ليجارد
بير ليجارد (بالدنماركية: Per Leegaard)‏ مواليد 15 يوليو 1985، هو لاعب كرة يد دانمركي. مثل منتخب الدنمارك لكرة اليد. حقق المركز الثالث في بطولة العالم لكرة اليد للرجال 2007.

## الميداليات
| الميدالية | المسابقة                           |
| --------- | ---------------------------------- |
| برونزية   | بطولة العالم لكرة اليد للرجال 2007 |
| برونزية   | بطولة أوروبا لكرة اليد للرجال 2006 |